# Wachsbleiche
Die Wachsbleiche ist ein seit der Antike geübtes Verfahren, um dem ursprünglich dottergelben Bienenwachs ein weißes bis elfenbeinartiges Aussehen zu geben, bevor aus dem Bleichwachs nach einem von mehreren möglichen Verfahren weiße Kerzen hergestellt werden konnten.
Gleichzeitig ist Wachsbleiche die Bezeichnung für den Ort, das Gebäude oder das Unternehmen, in dem solcherart Wachs hergestellt wurde. So findet sich Wachsbleiche heute noch gelegentlich als Flurbezeichnung.

## Geschichtliches

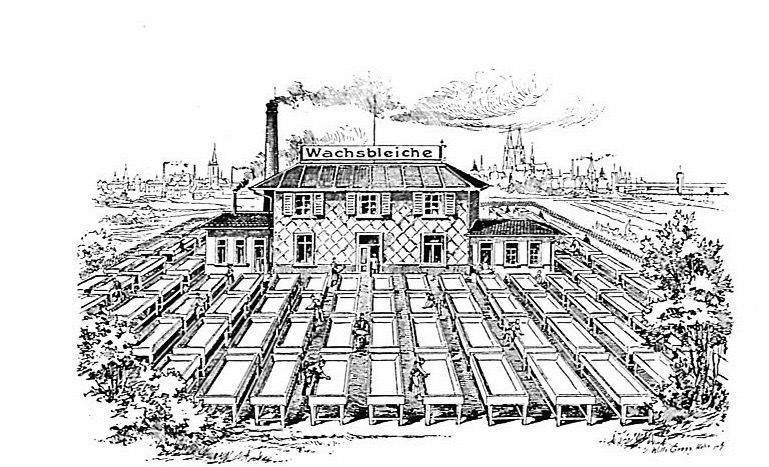
Wachsbleiche der Joh. Schlösser Wachsbleiche und Kerzenfabrik, 1900 in Köln-Raderthal

Bereits von den alten Phöniziern und Griechen wurde das Wachsbleichen angewendet. Zur Zeit des Dioskorides wurden Wachsscheiben hergestellt, indem man in kaltem Wasser abgekühlte Topfböden in geschmolzenes Wachs tauchte. So erhielt man dünne Wachsscheiben, die an Fäden aufgereiht, lange unter mehrfachem Begießen der Sonne ausgesetzt wurden, bis sie gebleicht waren. In Herculaneum wurde eine Abbildung einer Wachsbleiche aufgefunden. Plinius nannte das gebleichte Wachs „Punisches“ und beschrieb auch die Bleichrahmen. In Europa lernte man das Wachsbleichen durch die Venetianer kennen.
Das Wachs wurde, so beschreibt es Beckmann 1787 in seiner „Technologie“ zunächst zu dünnen Platten ausgezogen oder mit einer „Körnmaschine“ zu Fäden, Spänen oder Bändern geformt, um die Oberfläche zu vergrößern. Dann wurde es auf Leinenbahnen, die teilweise auf geflochtene Rahmen oder Gestelle gespannt waren, in der Sonne ausgebreitet und regelmäßig gewendet, meist unter häufigem Befeuchten. Drei oder vier Bleichen konnten so jährlich erfolgen, z. B. in Hamburg zu Anfang des 19. Jahrhunderts auf 100 Leinenbahnen von je 40 m² jährlich 2000 Zentner.

## Verfahren
- Luft- oder Sonnenbleiche
- Dampfbleiche
- Bleichung durch beigemischtes Terpentinöl
- Bleichung mit chromsaurem Kali und Schwefelsäure
- Bleichung mit Natronsalpeter und Schwefelsäure